# L'Impératrice Cixi, la concubine qui fit entrer la Chine dans la modernité

L’Impératrice Cixi, la concubine qui fit entrer la Chine dans la modernité est un essai de l'écrivaine d'origine chinoise Jung Chang publié en 2015.

## Présentation
L’impératrice Cixi (chinois : 慈禧 ; pinyin : Cíxǐ ; wade-giles : Tz'u-Hsi), née le 29 novembre 1835 à Pékin et décédée le 15 novembre 1908 dans la Cité interdite, est une impératrice douairière de Chine de la dynastie Qing qui exerça la réalité du pouvoir en Chine pendant 47 ans de 1861 à sa mort.
Cixi est la fille d'un fonctionnaire Mandchou sans particularité. En 1852, elle est alors âgée de 16 ans quand l'empereur la retient pour son harem  parmi les nombreuses concubines royales. Quand l'empereur décède en 1861, le fils qu'il a eu avec Cixi a cinq ans. Il doit  lui succéder sur le trône. Cixi avec la complicité de l’impératrice officielle qui n'avait pas d'enfant mâle, organisa un coup d’état. Elle devient ainsi la véritable impératrice de la Chine. Elle réside à Pékin, au sein du Palais d'Été  et du harem de la cité interdite entourée notamment d'eunuques.
Impératrice éclairée, elle est à l’initiative de la modernisation du pays. La Chine se dote d’industries, de chemins de fer, du télégraphe et un programme d’électrification est engagé. L’armée de terre et la marine sont équipées de matériels performants. Elle abolit la pratique de tortures tels que « la mort des mille coupures ». Par ailleurs elle décide de mettre fin au bandage des pieds des femmes chinoises.
L’Impératice Cixi doit faire face à des crises comme la rébellion des Boxers. Au niveau international elle doit combattre les puissances occidentales avec des guerres contre la France et le Japon. Elle doit aussi s’opposer à l'invasion de huit puissances alliées, dont la Grande-Bretagne, l'Allemagne, la Russie et les États-Unis.
Elle a ainsi mis en place de nombreux  programmes en particulier dans l'éducation et la législation sociale qui auraient changé la Chine rapidement, si la dynastie Qing n’avait pas été renversée dans une révolution nationaliste dans les années 1911 et 1912.